# Chiesa di San Leucio
La chiesa di San Leucio è una piccola chiesa del centro storico di Lecce situata al centro di quello che un tempo era il quartiere omonimo.

## Storia e descrizione
Il piccolo edificio è in realtà una cappella gentilizia, la cui originaria edificazione avvenne per volontà dell'abate Bartolomeo Cafaro a cavallo fra i secoli XI e XII. Risulta essere una delle prime chiese costruite nella città di Lecce.
L'aspetto attuale dell'edificio risale agli ultimi anni dell'Ottocento. Numerosissimi sono i restauri che nel corso dei secoli la chiesa ha subito, l'ultimo dei quali ha permesso di riportare alla luce un pregevole affresco databile al XV secolo raffigurante il Santo benedicente.